# Incidente del Douglas C-47 di Transair del 1959
L'Incidente del Douglas C-47 di Transair è stato un incidente aereo avvenuto il 19 agosto 1959, quando un Douglas C-47 (noto anche come Douglas Dakota) operato dalla compagnia aerea britannica Transair su un volo non di linea dall'aeroporto di Barcellona in Spagna all'aeroporto di Londra-Gatwick nel Regno Unito che si schiantò sulle montagne. L'aereo, che trasportava 29 studenti a casa in Inghilterra, era stato noleggiato dall'Unione Nazionale degli Studenti per effettuare dei voli settimanali regolari tra Gatwick e Barcellona. Fu il primo incidente subito da un aereo della Transair dopo la formazione della compagnia aerea nel 1947.

## L'incidente
L'aereo, immatricolato G-AMZD, il giorno dell'incidente era arrivato sul presto a Barcellona da Gatwick con un gruppo di studenti a bordo, ed era previsto che tornasse a Londra con un altro gruppo di studenti che stavano tornando a casa da una vacanza a Maiorca. Il volo veniva condotto secondo le regole del volo a vista (VFR); tuttavia, 19 minuti dopo la partenza da Barcellona, mentre saliva alla sua altitudine di crociera, il Dakota entrò nelle nuvole e colpì il Turó de l'Home, una montagna a nord est di Barcellona. Al momento dell'incidente l'aereo si trovava a 10 miglia nautiche (19 km) dalla rotta di volo pianificata. I locali dissero che al momento dell'incidente era presente una fitta nebbia.
Un funzionario di una vicina stazione meteorologica lanciò l'allarme dopo aver visto lo schianto. All'arrivo, la Guardia Civil spagnola vide che il relitto dell'aereo era stato bruciato da un incendio post-impatto. Tutti i 29 passeggeri e i tre membri dell'equipaggio erano rimasti uccisi.

## Causa probabile
A seguito di un'indagine sull'incidente, un rapporto del Direttorato Generale dell'aviazione civile spagnola affermava:
Il direttorato generale scrisse anche che le prove non indicavano in alcun modo che il personale del controllo del traffico aereo spagnolo fosse responsabile dell'incidente attraverso le loro azioni. Inoltre non è stata riscontrata alcuna prova di eventuali difetti negli aiuti alla navigazione che abbiano contribuito all'incidente. Di conseguenza, anche il ministero dell'Aeronautica britannico, che indagava sull'incidente, decise di chiudere il caso senza attribuire alcuna responsabilità. Conclusero che il pilota non avrebbe dovuto passare in mezzo alle nuvole senza avvisare il controllo del traffico aereo, che aveva bisogno di un'autorizzazione al volo strumentale; si presunse che il pilota non fosse a conoscenza del fatto che Turó de l'Home, alto 1.712 metri (5.617 piedi), fosse sulla traiettoria del Dakota.